# Trixie (film)
Pour les articles homonymes, voir Trixie.
Pour plus de détails, voir Fiche technique et Distribution.
Trixie est une comédie policière américaine réalisée par Alan Rudolph, sortie en 2000.

## Synopsis
Après avoir échoué dans la police, Trixie Zurbo est engagée comme agent de sécurité dans un casino. Elle se fait draguer par Dex Lang , un play-boy local qui travaille pour le compte du sénateur corrompu Drummond Avery . La maîtresse actuelle du sénateur, Dawn Sloane étant retrouvée défenestrée, Trixie se retrouve en plein milieu d'une enquête policière qu’elle aura du mal à démêler.

## Fiche technique
- Titre : Trixie
- Réalisation : Alan Rudolph
- Scénario : John Binder et Alan Rudolph
- Photographie : Jan Kiesser
- Production : Robert Altman
- Musique : Mark Isham, Roger Neill
- Pays : États-Unis
- Genre : comédie policière
- Durée : 116 minutes
- Dates de sortie :
  - États-Unis : 28 juin 2000  (à New York et Los Angeles)
  - France : 13 septembre 2000

## Distribution
- Emily Watson (VF : Barbara Delsol)[1] : Trixie Zurbo
- Dermot Mulroney (VF : Emmanuel Curtil) : Dex Lang
- Nick Nolte (VF : Jacques Frantz) : le sénateur Drummond Avery
- Nathan Lane (VF : Jean-Claude Donda) : Kirk Stans
- Brittany Murphy (VF : Véronique Soufflet) : Ruby Pearli
- Lesley Ann Warren : Dawn Sloane
- Will Patton (VF : Philippe Dumond) : W. Red Rafferty
- Stephen Lang : Jacob Slotnick

## Réception critique
Dans les pays anglophones, Trixie est globalement mal accueilli par la critique, avec seulement 27% d'opinions favorables sur le site Rotten Tomatoes, pour 49 critiques et une moyenne de 4,1⁄10 et un score de 26⁄100 sur le site Metacritic, pour 28 critiques.